# Gertrude Wildam
Gertrude Wildam – geborene Massarek – (* 11. November 1903 in Wien; † 18. August 1973 in Evandale (Norwood, Payneham & St Peters City, Australien)), in Österreich meist als Trude Wildam geführt, war eine österreichische Tischtennisspielerin. Sie zählte vor dem Zweiten Weltkrieg zu den stärksten Spielerinnen der Welt.

## Sportlicher Werdegang
Wildam gehörte dem Verein Vindobona  an. Von 1924 bis 1935 gewann sie neunmal die österreichische Meisterschaft im Einzel. Siebenmal vertrat sie Österreich bei Weltmeisterschaften, erstmals 1926, letztmals 1937. 1929 gewann sie Silber im Einzel und im Doppel. Im Einzel verlor sie das Endspiel gegen die Ungarin Mária Mednyánszky, im Doppel unterlag sie zusammen mit Fanchette Flamm den Deutschen Erika Metzger/Mona Rüster. Im Mixed kam sie zusammen mit Alfred Liebster ins Halbfinale, welches sie auch schon 1926 an der Seite von Eduard Freudenheim erreicht hatte. 1930 schaffte sie nochmals das Halbfinale im Einzel und im Doppel (mit Helly Reitzer).
Zusammen mit Josephine Wiesenthal im Doppel siegte sie 1926/27 bei den Internationalen Deutschen Meisterschaften.
Zeitweise wurde Wildam in der ITTF-Weltrangliste auf Platz 1 geführt.

## Lebensdaten
Gertrude Wildam war jüdisch. Sie wurde am 11. November 1903 in Wien als Gertrud Anna Massarek geboren, die Geburt ist in der Israelitischen Kultusgemeinde vermerkt. Ihr Vater Alfred Massarek  war Beamter der k.k. österreichischen Staatsbahnen und Regierungsrat, er stammte aus Böhmen. Die Mutter Hedwig Helene geb. Ulmann war in Wien geboren.
Um 1923 heiratete Gertrude den August Leopold Wildam (1898–1975), österreichischer Tischtennisspieler, der auch als Hockeyspieler an den Olympischen Sommerspielen 1928 teilnahm. Die Ehe wurde geschieden, der Ehemann heiratete 1943 ein weiteres Mal.
Ende der 1930er Jahre emigrierte Gertrude Wildam vermutlich wegen ihres jüdischen Glaubens nach England.  1945 hielt sich Wildam in London auf und arbeitet dort zeitweise als Kellnerin. 1950 übersiedelte sie nach Australien, wo sie im August 1973 starb.

## Turnierergebnisse
| Verband | Veranstaltung     | Jahr | Ort      | Land | Einzel        | Doppel        | Mixed         | Team |
| ------- | ----------------- | ---- | -------- | ---- | ------------- | ------------- | ------------- | ---- |
| AUT     | Weltmeisterschaft | 1937 | Baden    | AUT  | letzte 64     | Viertelfinale | letzte 32     | 4    |
| AUT     | Weltmeisterschaft | 1936 | Prag     | TCH  | letzte 16     | letzte 16     | letzte 32     | 4    |
| AUT     | Weltmeisterschaft | 1933 | Baden    | AUT  | Viertelfinale | Viertelfinale | Viertelfinale |      |
| AUT     | Weltmeisterschaft | 1932 | Prag     | TCH  | Viertelfinale | Viertelfinale | letzte 32     |      |
| AUT     | Weltmeisterschaft | 1930 | Berlin   | FRG  | Halbfinale    | Halbfinale    | letzte 16     |      |
| AUT     | Weltmeisterschaft | 1929 | Budapest | HUN  | Silber        | Silber        | Halbfinale    |      |
| AUT     | Weltmeisterschaft | 1926 | London   | ENG  | Viertelfinale |               | Halbfinale    |      |